# 500 Millas de Indianápolis de 1950
La Edición 34° de las 500 millas de Indianapolis se celebró en el Indianapolis Motor Speedway el martes 30 de mayo de 1950. El evento fue puntuable para el Campeonato Nacional de la AAA de la Temporada, así como del Mundial de Fórmula 1.
Por primera vez fue incluida la competencia en el recién nacido Campeonato Mundial de Fórmula 1, pero no se presentaron equipos europeos de Fórmula 1 debido a los costes que acarreaban el traslado de los equipos europeos al continente americano. Giuseppe Farina había previsto inicialmente entrar a la carrera, pero el coche nunca llegó. La carrera de las 500 Millas de Indianápolis se incluyó para el calendario del Campeonato del Mundo hasta 1960.
La carrera estaba programada originalmente para 200 vueltas, pero fue suspendida a 138 vueltas debido a la lluvia torrencial.
La victoria de Parsons le adjudicó 9 puntos dándole a la vez igualdad en el primer Campeonato Mundial de Fórmula 1 de igualar en puntos a estrellas del deporte como Giuseppe Farina y Juan Manuel Fangio, y también lo vio convertirse en el primer estadounidense en ganar una carrera de la Fórmula 1. A pesar de que las 500 millas de Indianápolis era la única carrera en la temporada de 1950, sería suficiente para terminar sexto en el campeonato.

## Informe

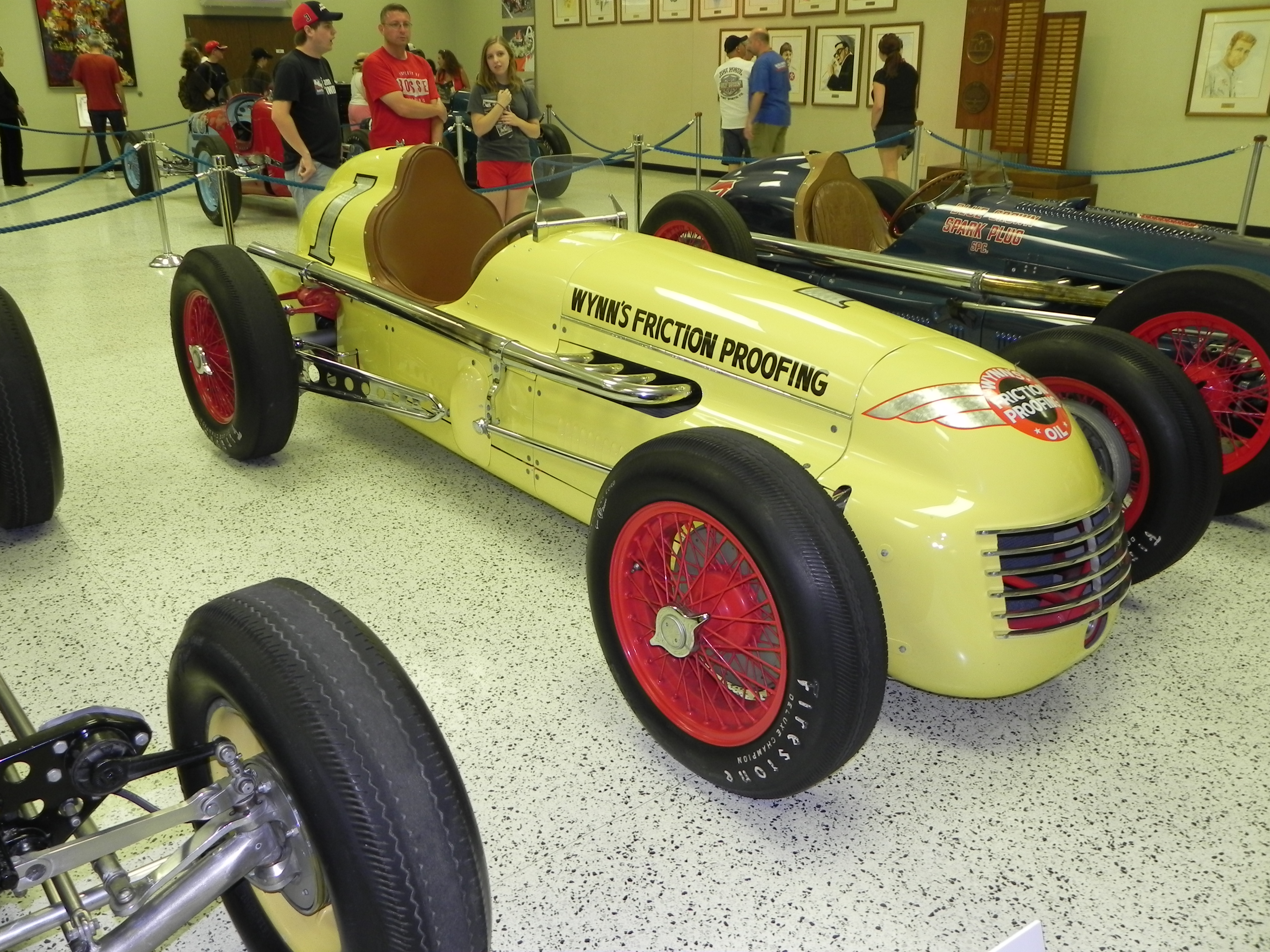
Coche ganador de la Indy 500 de 1950.

Todos los equipos usaron neumáticos Firestone, y la mayoría optó por el motor Offenhauser. Por otra parte, varias de las escuderías que participaron lo hicieron utilizando chasis de Kurtis Kraft, que fue el bólido más utilizado.
Un rumor que circuló durante y después de esta carrera fue que en el equipo de Johnnie Parsons habían descubierto que tenían una grieta irreparable en el bloque del motor, lo que precipitó que Parsons buscara su codiciado premio desde las últimas posiciones detrás del líder. Por otra parte, la carrera terminó poco antes de tiempo debido a la lluvia, y esto supuestamente salvó el día a Parsons por lo que le permitió asegurar la victoria antes de que el motor explotara. Sin embargo, la grieta del bloque del motor se demostró que resultó ser un simple y mero mito urbano.

## Clasificación

### Resultados
| Pos. | Dorsal | Piloto            | Equip./Fab.              | Vueltas | Brecha  |
| ---- | ------ | ----------------- | ------------------------ | ------- | ------- |
| 1    | 98     | Walt Faulkner     | Kurtis Kraft-Offenhauser | 4:27.97 | –       |
| 2    | 28     | Fred Agabashian   | Kurtis Kraft-Offenhauser | 4:31.10 | + 3.13  |
| 3    | 31     | Mauri Rose        | Deidt-Offenhauser        | 4:32.07 | + 4.10  |
| 4    | 5      | George Connor     | Lesovsky-Offenhauser     | 4:32.39 | + 4.42  |
| 5    | 1      | Johnnie Parsons   | Kurtis Kraft-Offenhauser | 4:32.43 | + 4.46  |
| 6    | 49     | Jack McGrath      | Kurtis Kraft-Offenhauser | 4:33.00 | + 5.03  |
| 7    | 69     | Duke Dinsmore     | Kurtis Kraft-Offenhauser | 4:34.67 | + 6.70  |
| 8    | 14     | Tony Bettenhausen | Deidt-Offenhauser        | 4:34.92 | + 6.95  |
| 9    | 17     | Joie Chitwood     | Kurtis Kraft-Offenhauser | 4:35.32 | + 7.35  |
| 10   | 3      | Bill Holland      | Deidt-Offenhauser        | 4:35.90 | + 7.93  |
| 11   | 59     | Pat Flaherty      | Kurtis Kraft-Offenhauser | 4:37.76 | + 9.79  |
| 12   | 54     | Cecil Green       | Kurtis Kraft-Offenhauser | 4:30.86 | + 2.89  |
| 13   | 18     | Duane Carter      | Stevens-Offenhauser      | 4:33.42 | + 5.45  |
| 14   | 21     | Spider Webb       | Maserati-Offenhauser     | 4:37.46 | + 9.49  |
| 15   | 81     | Jerry Hoyt        | Kurtis Kraft-Offenhauser | 4:37.95 | + 9.98  |
| 16   | 2      | Myron Fohr        | Marchese-Offenhauser     | 4:33.32 | + 5.35  |
| 17   | 24     | Bayliss Levrett   | Adams-Offenhauser        | 4:34.43 | + 6.46  |
| 18   | 45     | Dick Rathmann     | Watson-Offenhauser       | 4:34.96 | + 6.99  |
| 19   | 7      | Paul Russo        | Nichels-Offenhauser      | 4:35.25 | + 7.28  |
| 20   | 4      | Walt Brown        | Kurtis Kraft-Offenhauser | 4:35.96 | + 7.99  |
| 21   | 12     | Henry Banks       | Maserati-Offenhauser     | 4:37.68 | + 9.71  |
| 22   | 67     | Bill Schindler    | Snowberger-Offenhauser   | 4:31.31 | + 3.34  |
| 23   | 8      | Lee Wallard       | Moore-Offenhauser        | 4:31.83 | + 3.86  |
| 24   | 55     | Troy Ruttman      | Lesovsky-Offenhauser     | 4:32.91 | + 4.94  |
| 25   | 23     | Sam Hanks         | Kurtis Kraft-Offenhauser | 4:33.57 | + 5.60  |
| 26   | 15     | Mack Hellings     | Kurtis Kraft-Offenhauser | 4:35.32 | + 7.35  |
| 27   | 22     | Jimmy Davies      | Ewing-Offenhauser        | 4:36.07 | + 8.10  |
| 28   | 76     | Jim Rathmann      | Wetteroth-Offenhauser    | 4:37.01 | + 9.04  |
| 29   | 27     | Walt Ader         | Rae-Offenhauser          | 4:37.05 | + 9.08  |
| 30   | 77     | Jackie Holmes     | Olson-Offenhauser        | 4:37.57 | + 9.60  |
| 31   | 75     | Gene Hartley      | Langley-Offenhauser      | 4:38.61 | + 10.64 |
| 32   | 61     | Jimmy Jackson     | Kurtis Kraft-Cummins     | 4:38.62 | + 10.65 |
| 33   | 62     | Johnny McDowell   | Kurtis Kraft-Offenhauser | 4:37.58 | + 9.61  |

### No Clasificaron para la carrera
| Dorsal | Piloto            | Equipo/Fabricante         |
| ------ | ----------------- | ------------------------- |
| 9      | Andy Linden       | Bromme-Offenhauser        |
| 9      | Bud Rose          | Bromme-Offenhauser        |
| 10     | Bill Vukovich     | Maserati-Maserati         |
| 10     | Hal Cole          | Kurtis-Kraft-Offenhauser  |
| 16     | Ted Duncan        | Kurtis-Kraft-Offenhauser  |
| 19     | Ralph Pratt       | Bardazon-Offenhauser      |
| 19     | Kenny Eaton       | Bardazon-Offenhauser      |
| 25     | Johnny Mauro      | Alfa Romeo                |
| 26     | George Fonder     | Deidt-Sparks              |
| 29     | Charles Van Acker | Stevens-Offenhauser       |
| 33     | Joel Thorne       | Kurtis-Kraft-Sparks       |
| 34     | Johnny Fedricks   | Kupiec-Offenhauser        |
| 36     | George Lynch      | Snowberger-Offenhauser    |
| 38     | Duke Nalon        | Kurtis-Kraft-Novi         |
| 39     | Danny Kladis      | Maserati-Maserati         |
| 41     | Milt Fankhouser   | Stevens-Offenhauser       |
| 43     | Chet Miller       | Kurtis-Kraft-Novi         |
| 44     | Bill Cantrell     | Kurtis-Kraft-Offenhauser  |
| 47     | Ralph Pratt       | Gdula-Offenhauser         |
| 51     | Mark Light        | Stevens-Offenhauser       |
| 52     | Mark Light        | Meyer-Offenhauser         |
| 52     | Dick Frazier      | Meyer-Offenhauser         |
| 58     | Billy Devore      | Scopa-Offenhauser         |
| 63     | Joe James         | Kurtis-Kraft-Offenhauser  |
| 63     | Bob Gregg         | Kurtis-Kraft-Offenhauser  |
| 64     | Bob Sweikert      | Wetteroth-Offenhauser     |
| 65     | Marvin Burke      | Kurtis-Kraft-Duray        |
| 65     | Norm Houser       | Kurtis-Kraft-Duray        |
| 74     | Carl Forberg      | Miller-Offenhauser        |
| 78     | Cy Marshall       | Miller-Miller             |
| 79     | Chuck Leighton    | Cantarano-Wayne           |
| 82     | Joe James         | Weidel-Mercury            |
| 83     | Al Miller         | Miller-Miller             |
| 84     | Mike Burch        | Miller-Offenhauser        |
| 85     | Manuel Ayulo      | Maserati-Offenhauser      |
| 85     | Jim Rigsby        | Maserati-Offenhauser      |
| 87     | Billy Garrett     | Rounds Rocket-Offenhauser |
| 99     | Kenny Eaton       | Kurtis-Kraft-Offenhauser  |
| 99     | Emil Andres       | Kurtis-Kraft-Offenhauser  |

## Carrera

### Resultados
| Pos. | N.º | Piloto                          | Monoplaza                | Motor                | Neu. | Vueltas | Tiempo/Retiro     | Parrilla | Puntos F1 |
| ---- | --- | ------------------------------- | ------------------------ | -------------------- | ---- | ------- | ----------------- | -------- | --------- |
| 1    | 1   | Johnnie Parsons                 | Kurtis Kraft 1000        | Offenhauser L4 4.5   | F    | 138     | 2:46'55.97        | 8        | 8+1       |
| 2    | 3   | Bill Holland                    | Deidt Tuffanelli Derrico | Offenhauser L4 4.5   | F    | 137     | +1 vuelta         | 21       | 6         |
| 3    | 31  | Mauri Rose                      | Deidt Tuffanelli Derrico | Offenhauser L4 4.5   | F    | 137     | +1 vuelta         | 6        | 4         |
| 4    | 54  | Cecil Green                     | Kurtis Kraft 3000        | Offenhauser L4 4.5   | F    | 137     | +1 vuelta         | 2        | 3         |
| 5    | 17  | Joie Chitwood Tony Bettenhausen | Kurtis Kraft 3000        | Offenhauser L4 4.5   | F    | 136     | +2 vueltas        | 19       | 1         |
| 6    | 8   | Lee Wallard                     | Moore                    | Offenhauser L4 4.5   | F    | 136     | +2 vueltas        | 5        |           |
| 7    | 98  | Walt Faulkner                   | Kurtis Kraft 2000        | Offenhauser L4 4.5   | F    | 135     | +3 vueltas        | 1        |           |
| 8    | 5   | George Connor                   | Lesovsky                 | Offenhauser L4 4.5   | F    | 135     | +3 vueltas        | 7        |           |
| 9    | 7   | Paul Russo                      | Nichels                  | Offenhauser L4 4.5   | F    | 135     | +3 vueltas        | 18       |           |
| 10   | 59  | Pat Flaherty                    | Kurtis Kraft 3000        | Offenhauser L4 4.5   | F    | 135     | +3 vueltas        | 30       |           |
| 11   | 2   | Myron Fohr                      | Marchese                 | Offenhauser L4 4.5   | F    | 133     | +5 vueltas        | 11       |           |
| 12   | 18  | Duane Carter                    | Stevens                  | Offenhauser L4 4.5   | F    | 133     | +5 vueltas        | 12       |           |
| 13   | 15  | Mack Hellings                   | Kurtis Kraft 2000        | Offenhauser L4 4.5   | F    | 132     | +6 vueltas        | 20       |           |
| Ret  | 49  | Jack McGrath                    | Kurtis Kraft 3000        | Offenhauser L4 4.5   | F    | 131     | Trompo            | 10       |           |
| 15   | 55  | Troy Ruttman                    | Lesovsky                 | Offenhauser L4 4.5   | F    | 130     | +8 vueltas        | 9        |           |
| 16   | 75  | Gene Hartley                    | Langley                  | Offenhauser L4 4.5   | F    | 128     | +10 vueltas       | 32       |           |
| 17   | 22  | Jimmy Davies                    | Ewing                    | Offenhauser L4 4.5   | F    | 128     | +10 vueltas       | 23       |           |
| 18   | 62  | Johnny McDowell                 | Kurtis Kraft 2000        | Offenhauser L4 4.5   | F    | 128     | +10 vueltas       | 27       |           |
| 19   | 4   | Walt Brown                      | Kurtis Kraft 2000        | Offenhauser L4 4.5   | F    | 127     | +11 vueltas       | 22       |           |
| 20   | 21  | Spider Webb                     | Maserati 8CTF            | Offenhauser L4 4.5   | F    | 126     | +12 vueltas       | 26       |           |
| 21   | 81  | Jerry Hoyt                      | Kurtis Kraft 2000        | Offenhauser L4 4.5   | F    | 125     | +13 vueltas       | 31       |           |
| 22   | 27  | Walt Ader                       | Rae                      | Offenhauser L4 c 3.0 | F    | 123     | +15 vueltas       | 25       |           |
| Ret  | 77  | Jackie Holmes                   | Olson Special            | Offenhauser L4 4.5   | F    | 123     | Trompo            | 28       |           |
| 24   | 76  | Jim Rathmann                    | Wetteroth                | Offenhauser L4 4.5   | F    | 122     | +16 vueltas       | 24       |           |
| Ret  | 12  | Henry Banks                     | Maserati 8CTF            | Offenhauser L4 c 3.0 | F    | 112     | Combustible       | 29       |           |
| Ret  | 67  | Bull Schindler                  | Snowberger               | Offenhauser L4 4.5   | F    | 111     | Transmisión       | 4        |           |
| Ret  | 24  | Bayliss Levrett Bill Cantrell   | Adams                    | Offenhauser L4 4.5   | F    | 108     | Bomba de gasolina | 14       |           |
| Ret  | 28  | Fred Agabashian                 | Kurtis Kraft 3000        | Offenhauser L4 c 3.0 | F    | 64      | Fuga de aceite    | 3        |           |
| Ret  | 61  | Jimmy Jackson                   | Kurtis Kraft 3000        | Cummins L6 c 3.0     | F    | 52      | Compresor         | 33       |           |
| Ret  | 23  | Sam Hanks                       | Kurtis Kraft 2000        | Offenhauser L4 4.5   | F    | 42      | Bomba de gasolina | 13       |           |
| Ret  | 14  | Tony Bettenhausen               | Deidt Tuffanelli Derrico | Offenhauser L4 4.5   | F    | 30      | Rueda             | 16       |           |
| Ret  | 45  | Dick Rathmann                   | Watson Indy Roadster     | Offenhauser L4 4.5   | F    | 25      | Motor estancado   | 17       |           |
| Ret  | 69  | Duke Dinsmore                   | Kurtis Kraft 2000        | Offenhauser L4 4.5   | F    | 110     | Fuga de aceite    | 15       |           |
| DNS  | 13  | Tim Maurecia                    | Prient                   | Ilmor                | F    | 0       | Accidente         |          |           |

### Primera alternativa
| Dorsal | Piloto         | Equipo       | Monoplaza          |
| ------ | -------------- | ------------ | ------------------ |
| 66     | Cliff Griffith | Tom Sarafoff | Miller-Offenhauser |

- [5]

## Clasificación tras la carrera
Campeonato de Pilotos
| Pos. | Piloto             | Puntos | Cambios       |
| ---- | ------------------ | ------ | ------------- |
| 1    | Giuseppe Farina    | 9      | Sin cambios   |
| 2    | Juan Manuel Fangio | 9      | Sin cambios   |
| 3    | Johnnie Parsons    | 9      | Crecimiento   |
| 4    | Luigi Fagioli      | 6      | Decrecimiento |
| 5    | Alberto Ascari     | 4      | Decrecimiento |